# کارولینا رودریگوئز
کارولینا رودریگوئز (به انگلیسی: Carolina Rodríguez) ژیمناست زادهٔ ۲۴ مهٔ ۱۹۸۶ میلادی اهل کشور اسپانیا است.